# Picrospora protocentra
Picrospora protocentra är en fjärilsart som beskrevs av Edward Meyrick 1921. Picrospora protocentra ingår i släktet Picrospora och familjen säckspinnare. Inga underarter finns listade i Catalogue of Life.